# Collegio elettorale di Velletri (Camera dei deputati)
Il collegio di Velletri fu un collegio elettorale uninominale della Repubblica Italiana per l'elezione della Camera dei deputati. Apparteneva alla circoscrizione Lazio 1 e fu utilizzato per eleggere un deputato nella XII, XIII e XIV legislatura.
Venne istituito nel 1993 con la cosiddetta Legge Mattarella (Legge n. 277, Nuove norme per l'elezione della Camera dei deputati), attuata in seguito al referendum abrogativo del 1993. La legge istituì per la Camera dei deputati e per il Senato della Repubblica un sistema di elezione misto, in parte maggioritario e in parte proporzionale. Il 75% dei parlamentari dell'assemblea veniva eletto in collegi uninominali tramite sistema maggioritario a turno unico; il restante 25% alla Camera veniva eletto tramite sistema proporzionale con liste bloccate.
Il collegio venne abolito insieme a tutti gli altri che costituivano la Camera con la promulgazione della legge elettorale successiva, la cosiddetta Legge Calderoli. Questa prevedeva un sistema proporzionale con premio di maggioranza, che alla Camera veniva attribuito a livello nazionale.

## Territorio
Il collegio di Velletri era uno dei 43 collegi uninominali in cui era suddiviso il Lazio e, come previsto dal D.Lgs. del 20 dicembre 1993 n. 536, era interamente compreso nella provincia di Roma e comprendeva i seguenti comuni: Albano Laziale, Ariccia, Genzano di Roma, Lanuvio, Nemi e Velletri.

## Eletti
| Elezione | Elezione | Deputato     | Partito                 |
| -------- | -------- | ------------ | ----------------------- |
|          | 1994     | Gino Settimi | Progressisti (PDS)      |
|          | 1996     | Gino Settimi | L'Ulivo (PDS)           |
|          | 2001     | Mario Pepe   | Casa delle Libertà (FI) |

## Dati elettorali

### XII legislatura

#### Risultati proporzionale
| Coalizioni        | Coalizioni                          | Liste                                 | Liste                               | Voti   | %     |
| ----------------- | ----------------------------------- | ------------------------------------- | ----------------------------------- | ------ | ----- |
|                   | Progressisti                        |                                       | Partito Democratico della Sinistra  | 26.386 | 29,25 |
|                   | Progressisti                        | Rifondazione Comunista                | 7.042                               | 7,81   |       |
|                   | Progressisti                        | Federazione dei Verdi                 | 1.871                               | 2,07   |       |
|                   | Progressisti                        | Alleanza Democratica                  | 1.307                               | 1,45   |       |
|                   | Progressisti                        | Partito Socialista Italiano           | 1.165                               | 1,29   |       |
|                   | Progressisti                        | Movimento per la Democrazia - La Rete | 749                                 | 0,83   |       |
| Totale coalizione | Totale coalizione                   | 38.520                                | 42,70                               |        |       |
|                   | Polo del Buon Governo               |                                       | Forza Italia                        | 17.913 | 19,86 |
|                   | Polo del Buon Governo               | Alleanza Nazionale                    | 17.883                              | 19,83  |       |
| Totale coalizione | Totale coalizione                   | 35.796                                | 39,69                               |        |       |
|                   | Patto per l'Italia                  |                                       | Partito Popolare Italiano           | 5.957  | 6,60  |
|                   | Patto per l'Italia                  | Patto Segni                           | 5.099                               | 5,65   |       |
| Totale coalizione | Totale coalizione                   | 11.056                                | 12,25                               |        |       |
|                   | Lista Pannella                      | Lista Pannella                        | Lista Pannella                      | 2.629  | 2,91  |
|                   | Alleanza per i Castelli             | Alleanza per i Castelli               | Alleanza per i Castelli             | 1.398  | 1,55  |
|                   | Socialdemocrazia                    | Socialdemocrazia                      | Socialdemocrazia                    | 440    | 0,49  |
|                   | Partito della Legge Naturale        | Partito della Legge Naturale          | Partito della Legge Naturale        | 262    | 0,29  |
|                   | Movimento Europa Liberale Cristiana | Movimento Europa Liberale Cristiana   | Movimento Europa Liberale Cristiana | 100    | 0,11  |
| Totale            | Totale                              | Totale                                | Totale                              | 90.201 |       |

#### Risultati uninominale
|                               | Gino Settimi ✔️ Eletto | Progressisti                                      | 35 869 | 40,49 |  |  |  |  |  |
|                               | Ovidio Chiappa         | Polo del Buon Governo (FI - AN - CCD - UDC - PLD) | 34 649 | 39,11 |  |  |  |  |  |
|                               | Emilio Baccarini       | Patto per l'Italia                                | 11 325 | 12,78 |  |  |  |  |  |
|                               | Romolo Cioci           | Alleanza per i Castelli                           | 6 741  | 7,61  |  |  |  |  |  |
| Totale                        | Totale                 | Totale                                            | 88 584 | 100   |  |  |  |  |  |
|                               |                        |                                                   |        |       |  |  |  |  |  |
| Fonte: Ministero dell'interno |                        |                                                   |        |       |  |  |  |  |  |

### XIII legislatura

#### Risultati proporzionale
| Coalizioni        | Coalizioni                         | Liste                                     | Liste                              | Voti   | %     |
| ----------------- | ---------------------------------- | ----------------------------------------- | ---------------------------------- | ------ | ----- |
|                   | Polo per le Libertà                |                                           | Alleanza Nazionale                 | 24.409 | 27,06 |
|                   | Polo per le Libertà                | Forza Italia                              | 13.912                             | 15,43  |       |
|                   | Polo per le Libertà                | CCD-CDU                                   | 3.296                              | 3,65   |       |
| Totale coalizione | Totale coalizione                  | 41.617                                    | 46,14                              |        |       |
|                   | L'Ulivo                            |                                           | Partito Democratico della Sinistra | 25.697 | 28,49 |
|                   | L'Ulivo                            | Popolari per Prodi (PPI-SVP-PRI-UD-Prodi) | 4.242                              | 4,70   |       |
|                   | L'Ulivo                            | Rinnovamento Italiano                     | 3.348                              | 3,71   |       |
|                   | L'Ulivo                            | Federazione dei Verdi                     | 1.679                              | 1,86   |       |
| Totale coalizione | Totale coalizione                  | 34.966                                    | 38,76                              |        |       |
|                   | Progressisti                       |                                           | Rifondazione Comunista             | 10.024 | 11,11 |
|                   | Lista Pannella - Sgarbi            | Lista Pannella - Sgarbi                   | Lista Pannella - Sgarbi            | 1.542  | 1,71  |
|                   | Partito Socialista                 | Partito Socialista                        | Partito Socialista                 | 1.038  | 1,15  |
|                   | Movimento Sociale Fiamma Tricolore | Movimento Sociale Fiamma Tricolore        | Movimento Sociale Fiamma Tricolore | 915    | 1,01  |
|                   | Partito Umanista                   | Partito Umanista                          | Partito Umanista                   | 88     | 0,10  |
| Totale            | Totale                             | Totale                                    | Totale                             | 90.190 |       |

#### Risultati uninominale
|                               | Gino Settimi ✔️ Eletto | L'Ulivo             | 44 925 | 50,56 |  |  |  |  |  |
|                               | Ignazio Abrignani      | Polo per le Libertà | 40 984 | 46,12 |  |  |  |  |  |
|                               | Raffaele Di Stefano    | Partito Socialista  | 2 950  | 3,32  |  |  |  |  |  |
| Totale                        | Totale                 | Totale              | 88 859 | 100   |  |  |  |  |  |
|                               |                        |                     |        |       |  |  |  |  |  |
| Fonte: Ministero dell'interno |                        |                     |        |       |  |  |  |  |  |

### XIV legislatura

#### Risultati proporzionale
| Coalizioni        | Coalizioni              | Liste                   | Liste                                 | Voti   | %     |
| ----------------- | ----------------------- | ----------------------- | ------------------------------------- | ------ | ----- |
|                   | Casa delle Libertà      |                         | Forza Italia                          | 27.104 | 29,50 |
|                   | Casa delle Libertà      | Alleanza Nazionale      | 14.524                                | 15,81  |       |
|                   | Casa delle Libertà      | CCD-CDU                 | 1.561                                 | 1,70   |       |
|                   | Casa delle Libertà      | Nuovo PSI               | 1.071                                 | 1,17   |       |
| Totale coalizione | Totale coalizione       | 44.260                  | 48,18                                 |        |       |
|                   | L'Ulivo                 |                         | La Margherita (Dem - PPI - RI- UDEUR) | 16.927 | 18,42 |
|                   | L'Ulivo                 | Democratici di Sinistra | 16.871                                | 18,36  |       |
|                   | L'Ulivo                 | Comunisti Italiani      | 1.619                                 | 1,76   |       |
|                   | L'Ulivo                 | Il Girasole (FdV - SDI) | 1.531                                 | 1,67   |       |
| Totale coalizione | Totale coalizione       | 36.948                  | 40,21                                 |        |       |
|                   | Rifondazione Comunista  | Rifondazione Comunista  | Rifondazione Comunista                | 4.963  | 5,40  |
|                   | Lista Di Pietro         | Lista Di Pietro         | Lista Di Pietro                       | 1.995  | 2,17  |
|                   | Lista Pannella - Bonino | Lista Pannella - Bonino | Lista Pannella - Bonino               | 1.520  | 1,65  |
|                   | Democrazia Europea      | Democrazia Europea      | Democrazia Europea                    | 1.034  | 1,13  |
|                   | Fronte Nazionale        | Fronte Nazionale        | Fronte Nazionale                      | 480    | 0,52  |
|                   | Fiamma Tricolore        | Fiamma Tricolore        | Fiamma Tricolore                      | 466    | 0,51  |
|                   | Lega Nord               | Lega Nord               | Lega Nord                             | 128    | 0,14  |
|                   | Paese Nuovo             | Paese Nuovo             | Paese Nuovo                           | 59     | 0,06  |
|                   | Abolizione scorporo     | Abolizione scorporo     | Abolizione scorporo                   | 31     | 0,03  |
| Totale            | Totale                  | Totale                  | Totale                                | 91.884 |       |

#### Risultati uninominale
|                               | Mario Pepe ✔️ Eletto | Casa delle Libertà | 42 546 | 46,49 |  |  |  |  |  |
|                               | Domenico Giraldi     | L'Ulivo            | 42 401 | 46,33 |  |  |  |  |  |
|                               | Corrado Lampe        | Lista Di Pietro    | 2 213  | 2,42  |  |  |  |  |  |
|                               | Paola Picca          | Lista Emma Bonino  | 2 200  | 2,40  |  |  |  |  |  |
|                               | Prospero Peretti     | Democrazia Europea | 2 162  | 2,36  |  |  |  |  |  |
| Totale                        | Totale               | Totale             | 91 522 | 100   |  |  |  |  |  |
|                               |                      |                    |        |       |  |  |  |  |  |
| Fonte: Ministero dell'interno |                      |                    |        |       |  |  |  |  |  |